# Owari Naki Tabi
Owari Naki Tabi (終わりなき旅?) è un brano musicale del gruppo musicale giapponese Mr. Children, pubblicato come loro quindicesimo singolo il 21 ottobre 1998, ed incluso nell'album Discovery. Il singolo ha raggiunto la prima posizione della classifica Oricon dei singoli più venduti in Giappone, vendendo 1 070 350 copie. Il brano è stato utilizzato come tema musicale del dorama televisivo Naguru Onna.

## Tracce
CD Singolo TFDC-28094
1. Owarinaki Tabi (終わりなき旅)
2. Prism

## Classifiche
| Classifica (1998) | Posizione più alta |
| ----------------- | ------------------ |
| Giappone (Oricon) | 1                  |